# Prova di balletto
Prova di balletto è un dipinto (54,8x83,8 cm) realizzato tra il 1874 e il 1877 dal pittore francese Edgar Degas; è conservato nella Burrell Collection di  Glasgow.